# Contea di Richland (Dakota del Nord)
La contea di Richland in inglese Richland County è una contea dello Stato del Dakota del Nord, negli Stati Uniti. La popolazione al censimento del 2000 era di 17 998 abitanti. Il capoluogo di contea è Wahpeton.